# Jean Escobar
Pour les articles homonymes, voir Escobar.
Jean  Escobar est un prêtre et compositeur, probablement d'origine espagnole ou portugaise, actif à Bordeaux autour de 1620. Il a publié un livre de motets en musique, toujours pas retrouvé.

## Biographie

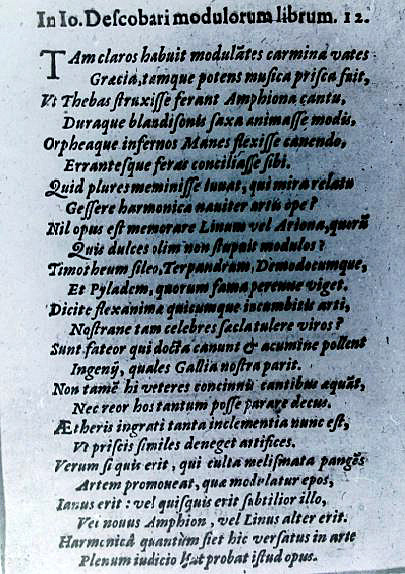
Épigramme pour Jean Escobar, par Pierre Trichet, Bordeaux, 1635.

Vers 1620, il est maître de la psallette de la basilique Saint-Seurin de Bordeaux et est cité dans les registres capitulaires de la cathédrale Saint-André de Bordeaux pour avoir donné à la maîtrise des livres de musique (peut-être ses œuvres).
Il est encore cité en 1635 dans les Epigrammatum (n° 12) de l’érudit Pierre Trichet, à propos de son livre de motets.

## Œuvres
La seule œuvre connue d'Escobar est un livre de motets à 5 et 6 voix dont seul le catalogue de la collection musicale de Jean IV du Portugal donne une référence précise : Mottetes, ou modulorum. Joannes Escobar. a 5. & 6. lib. I.
L'imprimeur de ces volumes est inconnu et l'on ne connait aucune autre trace d'édition musicale à Bordeaux à cette époque. En revanche l'ouvrage est cité à deux reprises dans les regitres capitulaires de la cathédrale Saint-Pierre-et-Saint-Paul de Troyes :
- les comptes de la cathédrale mentionnent en 1621-1622 l'achat de messes en musique imprimées : quatre de la composition d’Orlande, six de Lauverjat, plus quatre motets imprimés de la composition d’Escobar.
- en 1621 on achète « six livres de musique en mottez imprimez à Bordeaux » pour 50 sous[4].